# Красимир Мекушинов
Красимир Димитров Мекушинов е български лекар, професор, вирусолог от Военномедицинска академия.

## Биография
Красимир Мекушинов е роден в Разлог на 12 юли 1952 г. През периода 1970 – 1972 г. отбива военната си служба във Военната болница в Русе и Школа за санитарни инструктори във Военна академия „Г.С.Раковски“ в София, като санитарен инструктор. През 1978 г. завършва Висшия медицински институт – София. Целият му трудов стаж е във ВМА, МБАЛ-София, като преминава през различни длъжности, най-високите от които са началник на Вирусологичната лаборатория на ВМА и ръководител на катедра Военна епидемиология и хигиена. Автор на над 150 публикации, 1 изобретение и 4 рационализации. Офицер от резерва със звание полковник.
През 1984 г. защитава дисертация за придобиване на образователната и научна степен доктор (тогава кандидат на науките) на тема „Бърза диагностика на Грип А с ELISA“, а през 2015 г. за доктор на науките с тема „Съвременни диагностични подходи за оценка на етиологичната роля на някои респираторни патогени“. От 1992 г. е старши научен сътрудник ІІ степен (доцент), а от 2016 г. – професор. Води лекции в Нов български университет по Лабораторни изследвания за клиниката и семинар „Клинична вирусология“.
Умира в края на 2018 г. след трагичен инцидент.